# Literaturdidaktik
Die Literaturdidaktik gehört – je nach Herkunftssprache der Literatur, mit der sie sich befasst – verschiedenen Fachdidaktiken an. Es geht ihr um alle Formen der Vermittlung literarischer Texte und der Aneignung literarischer Kompetenzen, in alternativer Terminologie auch „literarischer Bildung“, im Rahmen institutionell organisierter Lehr- und Lernprozesse, z. B. im schulischen Literaturunterricht, aber auch an Hochschule und Volkshochschulen.
Dabei wird heute von einem weiten Textbegriff ausgegangen: Literatur ist nicht nur die Erwachsenenliteratur und auch nicht nur die sog. Hochliteratur (auch: Höhenkammliteratur), so dass auch Genres und Formen der Kinder-, Jugend-, Unterhaltungs- und Trivialliteratur didaktisch reflektiert und methodisch aufbereitet werden. Literaturdidaktiker betrachten weiterhin Literatur als „kulturelle Praxis in verschiedenen Medien“ und beziehen folglich auch Adaptionen und Transformationen in audiovisuellen und digitalen Medien in ihre Vermittlungskonzepte ein.
Insgesamt verfolgt Literaturdidaktik das Ziel, schulische und außerschulische Literaturvermittlung nachhaltig, abwechslungsreich und – im Sinn einer kompensatorischen Leseförderung – adressatenorientiert zu gestalten und damit zum kulturellen Lernen beizutragen. In einer zunehmend auch empirisch arbeitenden literaturdidaktischen Forschung geht es darüber hinaus um die Modellierung und Überprüfung einzelner Kompetenzen, beispielsweise einer „literarästhetischen Urteilskompetenz“ oder einer „poetischen Kompetenz“, die neben Textrezeptions- auch Textproduktionsfähigkeiten berücksichtigt („Literarisches Schreiben“), sowie um literaturbezogene Einstellungen, und zwar sowohl schüler- als lehrerseitig.
Ein wichtiger Ansatz innerhalb der Literaturdidaktik ist der rezeptionsästhetisch geprägte Handlungs- und produktionsorientierte Literaturunterricht.